# Thomas le petit train : Le Mystère de la montagne bleue
 (octobre 2023).
Si vous disposez d'ouvrages ou d'articles de référence ou si vous connaissez des sites web de qualité traitant du thème abordé ici, merci de compléter l'article en donnant les références utiles à sa vérifiabilité et en les liant à la section « Notes et références ».
Série Thomas et ses amis
Bazar chez les locomotives
(2011) Le roi du chemin de fer
(2013)
Pour plus de détails, voir Fiche technique et Distribution.
Thomas le petit train : Le Mystère de la montagne bleue (Thomas & Friends: Blue Mountain Mystery) est un film britannique réalisé par Greg Tiernan, sorti en 2012. Il est issu de la franchise Thomas et ses amis.

## Synopsis
Thomas part travailler à la Carrière de la Montagne Bleue. Il y aperçoit une locomotive cachée dans les galeries. Décidé à percer ce mystère, il se lie d'amitié avec Luke, qui aurait commis une grave erreur et pourrait être banni de Chicalor ! Thomas refuse de le croire et mène l'enquête. Mais après avoir appris la vérité, il va pouvoir convaincre son nouvel ami qu'il n'a rien à se reprocher.

## Fiche technique
- Titre : Thomas le petit train : Le Mystère de la montagne bleue
- Titre original : Thomas & Friends: Blue Mountain Mystery
- Réalisation : Greg Tiernan
- Scénario : Sharon Miller d'après la série télévisée Thomas et ses amis basée sur les livres de Wilbert Vere Awdry
- Musique : Robert Hartshorne, Peter Hartshorne
- Production : Nicole Stinn, Ian McCue
- Société de production : HIT Entertainment
- Société de distribution : Alliance Atlantis Vivafilm, Zouzous
- Pays :  Royaume-Uni
- Genre : Animation, Fantasy, Aventure, Énigme
- Durée : 61 minutes
- Dates de sortie : 
  -  Royaume-Uni : 3 septembre 2012
  -  Canada : 18 septembre 2012
  -  France : 2012

## Distribution
- Michael Angelis : Narrateur
- Ben Small : Thomas et Rheneas
- Keith Wickham : Gordon, James, Henry, Edward, Percy, Skarloey, Sir Handel, The Fat Controller, The Thin Controller et Mr. Percival
- Matt Wilkinson : Rusty, Victor, Cranky, Rocky, Winston et Merrick
- Teresa Gallagher : Emily et Rosie
- Rupert Degas : Duncan
- Steve Kynman : Peter Sam et Paxton
- Bob Golding : Fearless Friddie
- Michael Legge : Luke
- Michael Brandon : Narrateur
- Martin Sherman : Thomas et Percy
- Kerry Shale : Gordon, James, Henry et Sir Topham Hatt
- William Hope : Edward et Toby
- Jules de Jongh : Emily et Rosie
- Glenn Wrage : Cranky et Rocky
- David Bedella : Victor